# Mohokos
Mohokos ist mit einer Höhe von 344 m. i. J. der höchste Gipfel eines Hügelzuges im Nordwesten der Gespanschaft Međimurje in Nordkroatien sowie der gesamten Gespanschaft. Er liegt in der Gemeinde Štrigova. Der Hügelzug (namens Međimurske gorice = die Medjimurje Hügel) erstreckt sich in Nordwest-Südost-Richtung und gehört zu den östlichsten Ausläufern der Alpen.
Der Höhenzug wird landwirtschaftlich genutzt. Wiesen, Wein- und Obstgärten sowie kleine Wälder bestimmen sein Aussehen. Auf dem Gipfel befindet sich eine aus grobem Stein gebaute Säule mit einer Platte, deren Inschrift übersetzt lautet: „Der höchste geographische Punkt in der Međimurje – Mohokos 344,4 m – 26.IX.1999“.
Der Gipfel ist ein beliebtes Ausflugsziel.